# Медовий місяць (фільм, 2005)
«Медовий місяць» — сімейна кінокомедія про двох друзів, які намагаються розбагатіти на дрібних аферах.

## Сюжет
Водій автобуса Ральф і його друг асенізатор Ед мріють розбагатіти та переїхати з Брукліна в престижний район. Вони постійно шукають способи швидкого збагачення: беруть участь у собачих перегонах і лотереях, шукають скарби. Їхні вірні дружини підтримують своїх чоловіків і допомагають зводити кінці з кінцями.

## У ролях
| Актор                 | Роль          |
| --------------------- | ------------- |
| Седрік «Розважальник» | Ральф Крамден |
| Майк Еппс             | Ед Нортон     |
| Габріелла Юніон       | Еліс Крамден  |
| Реджина Голл          | Тріксі Нортон |
| Ерік Штольц           | Вільям Девіс  |
| Джон Легуізамо        | Додж          |
| Аджай Найду           | Вівек         |
| Керол Вудс            | мати Еліс     |
| Джон Політо           | Кірбі         |

### Виробництво
Зйомки фільму проходили в США та Ірландії.

### Знімальна група
- Кінорежисер — Джон Шульц
- Сценаристи — Денні Якобсон, Девід Шеффілд, Баррі В. Блауштайн, Дон Раймер
- Кінопродюсери — Джулі Дерк, Девід Т. Френдлі, Ерік Роун, Маркус Тертлтоб
- Композитор — Річард Гіббс
- Кінооператор — Шон Маурер
- Кіномонтаж — Джон Пейс
- Художник-постановник — Чарлз Вуд
- Артдиректор — Колман Коріш
- Художник-декоратор — Еліза Соулсбері
- Художник по костюмах — Джоан Бергін
- Підбір акторів — Сюзі Фарріс, Ненсі Фой[3].

## Сприйняття

### Критика
Фільм отримав переважно негативні відгуки. На сайті Rotten Tomatoes оцінка стрічки становить 13 % на основі 110 відгуків від критиків (середня оцінка 3,6/10) і 29 % від глядачів із середньою оцінкою 2,8/5 (9 594 голосів). Фільму зарахований «гнилий помідор» від кінокритиків та «розсипаний попкорн» від глядачів, Internet Movie Database — 3,1/10 (6 624 голосів), Metacritic — 31/100 (27 відгуків критиків) і 2,1/10 від глядачів (50 голосів).

### Номінації та нагороди
| Нагороди та номінації фільму «Медовий місяць» | Нагороди та номінації фільму «Медовий місяць» | Нагороди та номінації фільму «Медовий місяць» | Нагороди та номінації фільму «Медовий місяць» | Нагороди та номінації фільму «Медовий місяць» | Нагороди та номінації фільму «Медовий місяць» |
| Рік                                           | Кінофестиваль/кінопремія                      | Категорія/нагорода                            | Номінант                                      | Результат                                     |                                               |
| --------------------------------------------- | --------------------------------------------- | --------------------------------------------- | --------------------------------------------- | --------------------------------------------- | --------------------------------------------- |
| 2005                                          | Нагорода BET                                  | Найкраща акторка в головній ролі              | Габріелла Юніон                               | Номінація                                     |                                               |
| 2005                                          | Black Movie Awards                            | Найкращий актор в головній ролі               | Седрік «Розважальник»                         | Номінація                                     |                                               |
| 2005                                          | The Stinkers Bad Movie Awards                 | Найгірше воскресіння класичного телесеріалу   | «Медовий місяць»                              | Перемога                                      |                                               |
| 2005                                          | The Stinkers Bad Movie Awards                 | Динамічний дует                               | Седрік «Розважальник», Майк Еппс              | Номінація                                     |                                               |